# Florian Vermeersch
Florian Vermeersch (Gent, 12 maart 1999) is een Belgisch wielrenner die sinds 2025 voor UAE Team Emirates uitkomt. 

## Biografie
Bij de nieuwelingen en junioren was Vermeersch vooral actief als veldrijder. In 2015 werd hij Belgisch kampioen bij de tweede jaars nieuwelingen. Bij de junioren won hij onder andere de Flandriencross, Zilvermeercross en de Krawatencross. Tot april 2017 kwam hij uit voor de Belgische wielerploeg Pauwels Sauzen-Vastgoedservice.
In 2018 maakt Vermeersch de overstap naar de opleidingsploeg van Lotto Soudal. Dat jaar won hij de kermiskoers Puivelde Koerse. Een jaar later won hij het Belgisch kampioenschap wielrennen voor beloften. In juni 2020 werd hij prof bij Lotto Soudal.
Vermeersch werd in 2021 knap tweede bij zijn eerste deelname aan Paris-Roubaix. Op 22 mei 2022 haalde hij met winst in the Antwerp Port Epic de eerste overwinning in zijn professionele carrière.

## Palmares

### Wegwielrennen
2021
Bergklassement Ronde van Wallonië
2022
Antwerp Port Epic

#### Resultaten in voornaamste wegwedstrijden
| Jaar | Ronde van Italië | Ronde van Frankrijk | Ronde van Spanje |
| ---- | ---------------- | ------------------- | ---------------- |
| 2020 |                  |                     |                  |
| 2021 |                  |                     | 121e             |
| 2022 |                  | 108e                |                  |
| 2023 |                  | 120e                |                  |
| 2024 |                  |                     |                  |
| 2025 |                  |                     |                  |

| Jaar | Milaan-San Remo | Gent-Wevelgem | Ronde van Vlaanderen | Parijs-Roubaix | Luik-Bast.‑Luik | Strade Bianche | Parijs-Tours |
| ---- | --------------- | ------------- | -------------------- | -------------- | --------------- | -------------- | ------------ |
| 2020 |                 | 13e           | opgave               |                |                 | opgave         |              |
| 2021 |                 | opgave        | opgave               | ↑              |                 |                | 75e          |
| 2022 | 125e            | 19e           | 76e                  | opgave         |                 |                | 18e          |
| 2023 |                 | 17e           | 12e                  | 12e            |                 |                |              |
| 2024 |                 |               |                      |                |                 |                |              |
| 2025 |                 | 23e           | 43e                  | 5e             | opgave          | 18e            |              |

### Gravel
2023
Serenissima Gravel
 WK Gravel
2024
 WK Gravel

## Ploegen
- 2018 –  Pauwels Sauzen-Vastgoedservice (tot 1 april)
- 2020 –  Lotto Soudal (vanaf 1 juni)
- 2021 –  Lotto Soudal
- 2022 −  Lotto Soudal
- 2023 −  Lotto-Dstny
- 2024 –  Lotto-Dstny
- 2025 –  UAE Team Emirates

## Politiek
Florian Vermeersch werd na de gemeenteraadsverkiezingen van 2018 verkozen als gemeenteraadslid in Lochristi. Hij haalde 470 voorkeurstemmen voor de Open VLD.
Armée · Cras · De Buyst · De Gendt · Degenkolb · Dewulf · Dibben · Ewan · Frison · Gilbert · Goossens · Hagen · Hansen · Holmes · Iversen · Kluge · Maes · Marczyński · Mertz · Oldani · Thijssen · Van der Sande · Van Goethem · Van Moer · Vanhoucke · Vermeersch (vanaf 1 juni) · Wallays · Wellens
Conca · Cras · De Buyst · De Gendt · Degenkolb · Ewan · Frison · Gilbert · Goossens · Grignard · Holmes · Kluge · Kron · Małecki · Marczyński · Moniquet · Oldani · Sweeny · Thijssen · Van der Sande · Van Gils · Van Moer · Vanhoucke · Vermeersch · Verschaeve · Vervloesem · Wellens
Barbero (vanaf 1/5) · Beullens · Campenaerts · Conca · Cras · De Buyst · De Gendt · De Lie · Drizners · Ewan · Frison · Gilbert · Grignard · Holmes · Janse van Rensburg (vanaf 1/5) · Kluge · Kron · Małecki · Moniquet · Schwarzmann · Selig · Sweeny · Van Gils · Van Moer · Vanhoucke · Vermeersch · Verschaeve · Vervloesem · Wellens
Adamietz · Beullens · Campenaerts · De Buyst · De Gendt · De Lie · Drizners · Eenkhoorn · Ewan · Frison · Grignard · Guarnieri · Kron · Livyns · Menten · Moniquet · Paasschens · Schwarzmann · Segaert (vanaf 24/2) · Selig · Sepúlveda · Slock · Sweeny · Van de Paar · Van Eetvelt · Van Gils · Van Moer · Vanhoucke (vanaf 15/8) · Vermeersch
Adamietz · Berckmoes · Beullens · Campenaerts · Currie · De Buyst · De Gendt · De Lie · Drizners · Eenkhoorn · Gregaard · Grignard · Guarnieri · Kron · Livyns · Menten · Moniquet · Paasschens · Segaert · Taminiaux · Sepúlveda · Slock · Vandenabeele · Van de Paar · Van Eetvelt · Van Gils · Van Moer · Vanhoucke · Vermeersch